# Operazione Mockingbird
Operazione Mockingbird è un presunto programma su larga scala della Central Intelligence Agency (CIA) degli Stati Uniti, iniziato nei primi anni della Guerra Fredda e mirato a manipolare le organizzazioni dei media americani per scopi propagandistici. Secondo l'autrice Deborah Davis, l'Operazione Mockingbird reclutò importanti giornalisti americani in una rete di propaganda e influenzò le operazioni di gruppi di facciata (front groups). Il sostegno della CIA ai gruppi di facciata venne scoperto quando un articolo del Ramparts dell'aprile 1967 riportò che la National Student Association (NSA) riceveva finanziamenti dalla CIA.  Nel 1975, le indagini del Congresso condotte dal Comitato Church rivelarono i legami della CIA con giornalisti e gruppi civici.
Nel 1973, la CIA pubblicò un documento denominato " Family Jewels "  contenente un riferimento ad un'operazione diversa denominata " Progetto Mockingbird ", che era il nome di un'operazione del 1963 che intercettò due editorialisti, Robert Allen e Paul Scott, "dal 12 marzo al 15 giugno 1963".  Avevano pubblicato articoli basati su materiale classificato.  Il documento non contiene riferimenti all'"Operazione Mockingbird". 